# Stadio Is Arenas
Das Stadio Is Arenas war ein Fußballstadion in der italienischen Gemeinde Quartu Sant’Elena, Metropolitanstadt Cagliari auf Sardinien. Zur Saison 2012/13 wurde die Sportstätte für den Erstligisten Cagliari Calcio umgebaut.

## Cagliari Calcio
Nach monatelangen Verhandlungen mit der Stadt Cagliari entschied im Mai 2012 der Präsident der Cagliari Calcio, Massimo Cellino, dass die Rossoblu aus Sicherheits- und Komfortgründen in der Saison 2012/13 nicht mehr im Stadio Sant’Elia spielen. Ab dem 31. Spieltag der Saison 2011/12 trug Cagliari die Heimspiele gegen Inter Mailand, Catania Calcio, Chievo Verona und Juventus Turin im Stadio Nereo Rocco von Triest aus.
Seit einiger Zeit plant der Verein den Bau eines eigenfinanzierten Stadions namens Karalis Arena. Als Standort wurde ein Grundstück in der Nähe des Flughafens Cagliari ausgewählt. Dies führte aber zu Auseinandersetzungen mit der Luftfahrtbehörde ENAC. Am 16. Mai 2012 einigten sich die Gemeinde Quartu Sant’Elena und der Fußballverein auf den Umbau des Stadio Is Arenas als Spielort der Cagliari Calcio für mindestens drei Jahre bis Klarheit über den Stadionstandort besteht. Dazu wurde das marode Stadion mit Laufbahn abgerissen und in ein Fußballstadion aus Stahlgerüsttribünen (eine überdachte Haupttribüne und drei Rängen unter freiem Himmel) umgewandelt. Die Wiedereröffnung fand im September 2012 statt. Zusätzlich entstanden um das Stadion 2.500 Parkplätze.
Zum Saisonstart 2012/13 ließ die Stadtverwaltung keine Zuschauer zum ersten Spiel gegen Atalanta Bergamo zu, da es nach ihrer Meinung nicht den Sicherheitsanforderungen der ersten Liga entsprach. Zum zweiten Heimspiel am vierten Spieltag gegen den AS Rom am 23. September 2012 kam es zum Eklat. Der Polizeichef Cagliaris, Giuseppe Balsamo, und der Präsident der Cagliari Calcio, Massimo Cellino, stritten sich über die Sicherheit und Stabilität der Stahlrohrtribünen. Nach Meinung von Balsamo dürften zur Partie gegen den AS Rom keine Zuschauer zugelassen werden.
Trotzdem lud der Präsident der Rossoblu auf der Homepage des Vereins, trotz Verbotes, die Fans zu der Partie ein. Daraufhin sagte die Stadtverwaltung Cagliaris das Spiel aus Furcht vor Ausschreitungen kurzerhand nach einer Nachtsitzung ab. Das Sportgericht des italienischen Verbandes entschied am Tag darauf, dass das abgesagte Spiel mit 3:0 für den AS Rom gewertet werde.
Nach einer gründlichen Begutachtung des Stadions, im Hinblick auf Sicherheitsmängel, die gegen die Vorschriften der Serie A verstoßen würden, erteilte die italienische Beobachtungsstelle für Sportveranstaltungen am 26. September 2012 die Erlaubnis Zuschauer in das Stadio Is Arenas zu lassen. Somit konnte die nächste Heimpartie am 30. September gegen Delfino Pescara 1936 vor Publikum stattfinden.
Nach erneuten Sicherheitsbedenken musste Cagliari Calcio für das letzte Ligaspiel 2012 am 21. Dezember gegen Juventus Turin in das Stadio Ennio Tardini des FC Parma umziehen.
Noch vor Saisonende 2012/13 verließ Cagliari Calcio das Stadio Is Arenas, nachdem es nicht gelang das Stadion den Ansprüchen der Serie A anzupassen. Die letzten Heimspiele der Saison 2012/13 trug Cagliari im Stadio Nereo Rocco in Triest aus. Nach Verhandlungen mit der Stadt wurde die alte Spielstätte Stadio Sant’Elia renoviert und der Fußballclub kehrte 2013/14 in das Sant’Elia zurück.
Nach der Rückkehr in das Sant’Elia wurde das Stadio Is Arenas wieder abgebaut.

## Galerie

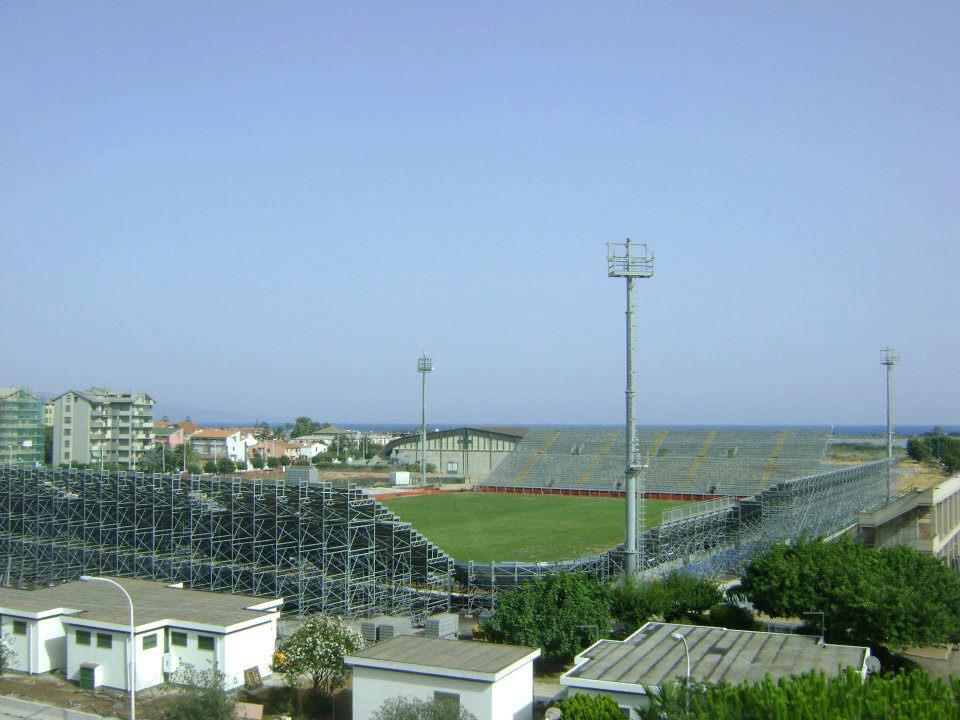
Während der Bauphase
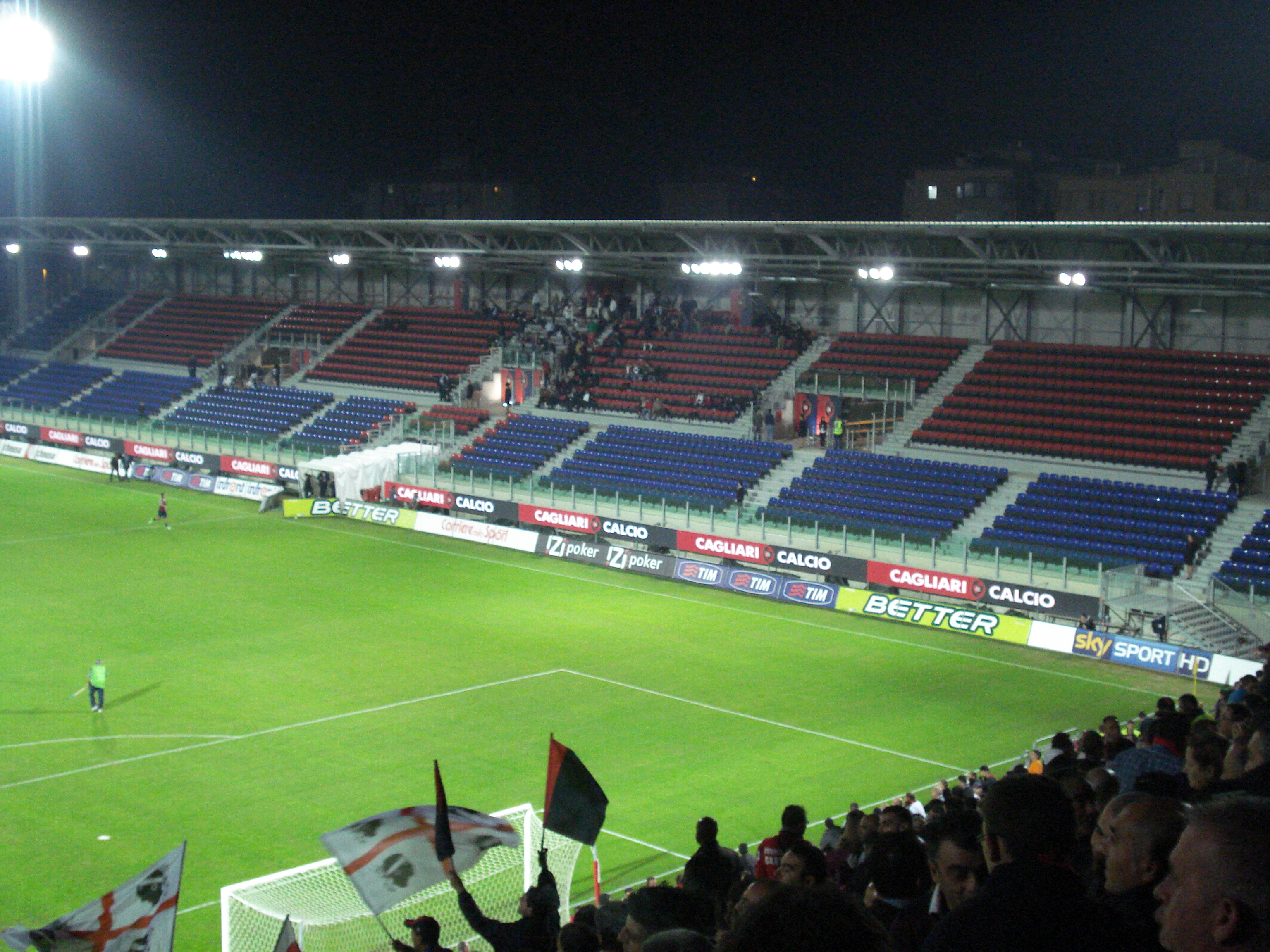
Die Haupttribüne
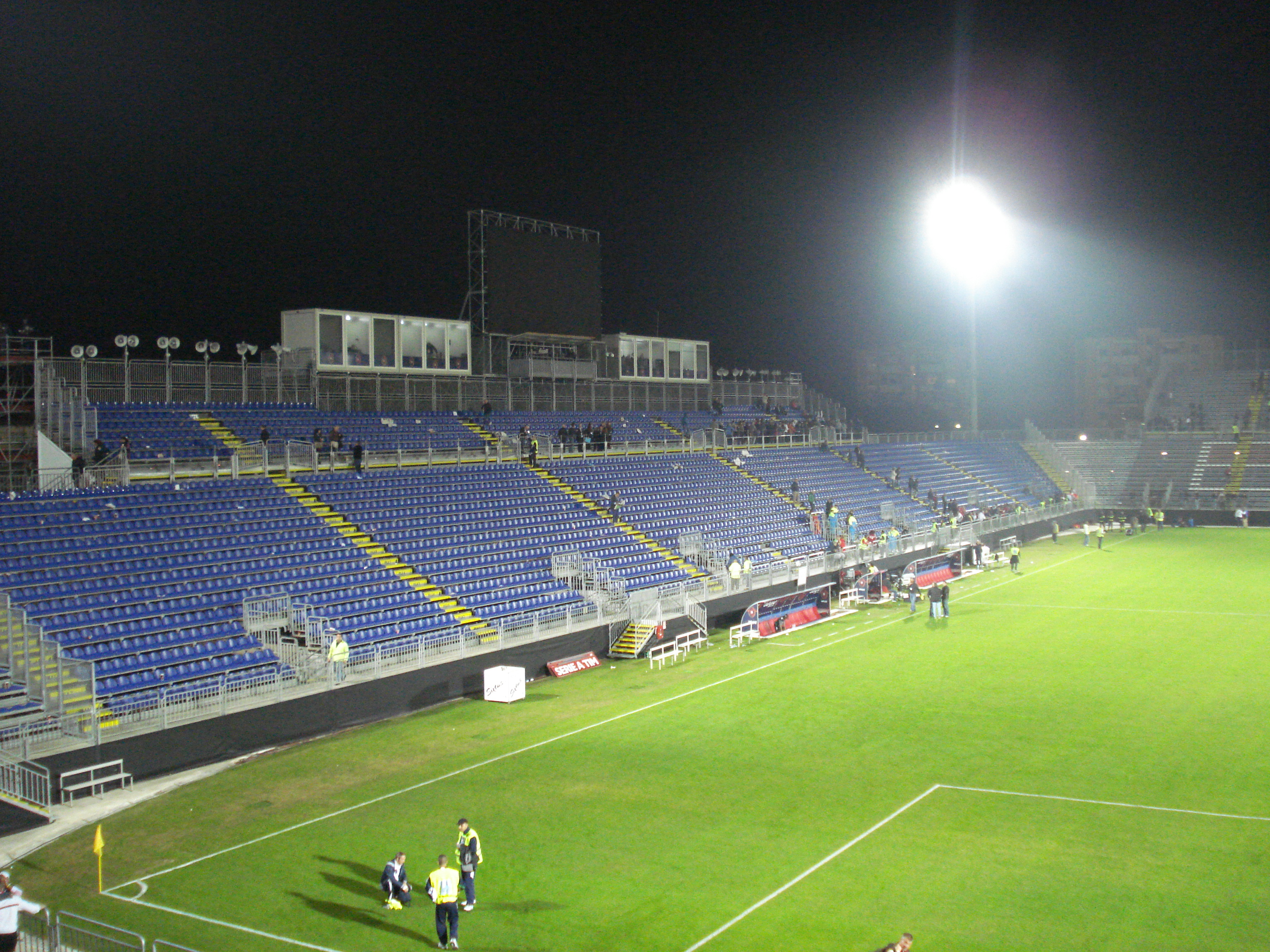
Die Gegentribüne